# Завулон (хазарский царь)
Завулон (Забулон) — царь Хазарского каганата.
О Завулоне сообщается в датируемом второй половиной X века «Ответном письме царя Иосифа» из «Еврейско-хазарской переписки». При том что Завулона, по замечанию К. Брука, не упоминает Йеуда бен Барзилай. Перечисляя хазарских царей, Иосиф, подчёркнув, что власть в роду передавалась всегда от отца к сыну, назвал Завулона сыном Исаака и отцом Манассии. М. И. Артамонов, А. П. Новосельцев и К. Брук отметили, что как и другие правители хазар, Завулон носил традиционное еврейское имя. Возможно, что у Завулона было и тюркское (языческое) прозвание — как у русских князей XI—XII веков.